# 테베레강

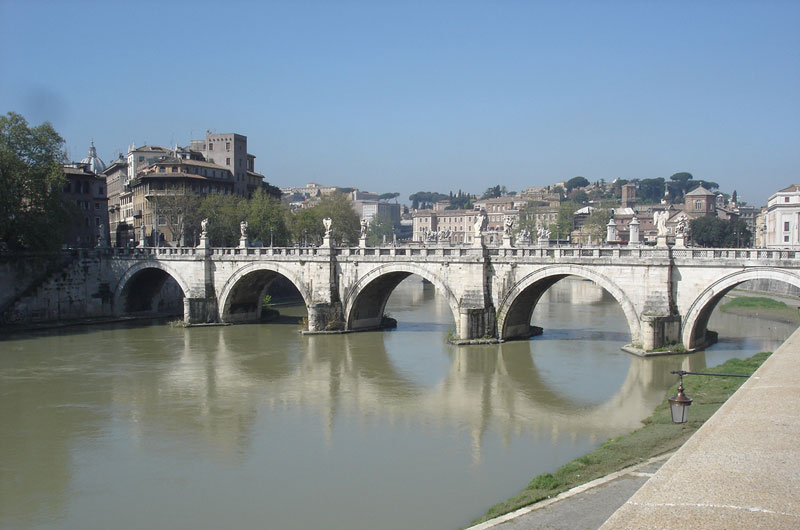

테베레강(이탈리아어: fiume Tevere, 라틴어: Tiberis)은 이탈리아에 있는 강으로서 총 길이 406 km로 포강과 아디제강 다음으로 긴 강이다. 이 강은 이탈리아 중부에서 로마시를 관통하여 티레니아해로 흘러 들어간다. 역사적으로 테베레강은 로마 제국이 있게 했던 뿌리이다.

## 역사
- 로마 건국 신화에 나오는 로물루스와 레무스 형제가 버려진 곳이 테베레 강이다.
- 결국 그들은 자라서 티베르강 하류에 도시를 건설하였다. 그 도시는 로물루스의 이름을 따서 로마라는 이름이 지어졌다.
- 기원전 2세기에 공화정에서 활동한 그라쿠스 형제가 죽어서 시체가 버려진 곳이다.